# ゲイリー・ベッテンハウゼン
ゲイリー・ベッテンハウゼン（Gary Bettenhausen、1941年11月18日 - 2014年3月16日）はアメリカ合衆国のレーシングドライバー。